# Austrothaumalea walkerae
Austrothaumalea walkerae är en tvåvingeart som beskrevs av Mclellan 1988. Austrothaumalea walkerae ingår i släktet Austrothaumalea och familjen mätarmyggor. Inga underarter finns listade.